# Religionsteologi
Religionsteologi  er en gren af teologien (for det meste repræsenteret af kristen, jødisk, islamisk og hinduistisk teologi). Religionsteologien behandler den pågældende religions forhold til de andre religioner, specielt dens forhold til de andre verdensreligioner. Den behandler endvidere den pågældende religions selvforståelse set i lyset af mødet med de andre religioner.
Religionsteologi må ikke forveksles med religionsfilosofi.
Den kristne religionsteologi behandler kristendommens forhold til de andre verdensreligioner (jødedommen, islam, hinduismen, buddhismen, taoismen og konfucianismen). Især behandles følgende emner:
1) Kristendommens krav på universel sandhed  
2) Muligheden for at opnå frelse
3) Mission
Følgende spørgsmål kan illustrere problemerne: Er kristendommen den eneste sande religion, som skal besejre de andre religioner gennem mission? Er der ingen frelse mulig uden for troen på Jesus Kristus? Er alle religioner lige sande? Bliver enhver salig i sin tro? Har religionerne en fælles kerne, som gør forskellene mellem dem mindre betydningsfulde?

## Tre opfattelser i kristen religionsteologi
I kristen religionsteologi er der tre hovedopfattelser af forholdet mellem kristendommen og de andre religioner: eksklusivisme, inklusivisme og pluralisme.

### Eksklusivisme
Ifølge den eksklusivistiske opfattelse er kristendommen den eneste vej til sandhed og frelse. Alle de andre religioner er udtryk for vantro, som deres tilhængere bør vende sig bort fra. I lang tid forstod den katolske kirke sætningen „Extra Ecclesia nulla salus“ (lat. „Uden for kirken er der ingen frelse“) på denne måde.
Eksklusivismen siger altså, at der ikke er nogen frelse i de ikke-kristne religioner. Ikke-kristne mennesker kan ikke blive frelst, fordi de ikke anerkender Kristi enestående stilling som frelser og Guds enbårne søn. Et menneske kan kun blive frelst gennem kristendommen - nærmere bestemt: gennem Kristus og hans forsonergerning. Det udelukkes, at andre religioner har magt til at frelse. Disse mangler nemlig en afgørende sandhed om Gud: at han kun har åbenbaret sig i Kristus, og at han kun har åbnet en vej til frelse gennem Kristus. 
Et bestemt skriftsted kommer her i betragtning: “Jeg er vejen og sandheden og livet; ingen kommer til Faderen uden ved mig.” (Johannesevangeliet 14,6). Der kan også peges på følgende skriftsted: ”Og der er ikke frelse i nogen anden, ja, der er ikke givet noget andet navn under himlen, som vi kan blive frelst ved.” (Apostlenes gerninger, 4,12.)
Eksklusivismen er den traditionelle kristendoms opfattelse. Vi møder den f. eks. hos den danske teolog N.H. Søe (1895-1978), som siger: ”Gud kendes kun i Kristus ... . Selv de mest ophøjede former for ikke-kristen religiøst liv (Plotin, Vedanta, Bhaktifromheden, etc.) finder ikke Gud. Så var jo Kristus død forgæves (Gal. 2,21). Alle folkeslagenes guder er afguder …” 
Ekstrem eksklusivisme opfatter alle ikke-kristne religioner som dæmoniske og fjender af kristen sandhed. Et eksempel på ekstrem eksklusivisme er følgende udtalelse af den amerikanske prædikant John MacArthur: 
”Der er kun én Gud, én frelser, én sand religion, én hellig bog, ét evangelium, én måde at blive frelst på. Alle andre religiøse påstande er løgne, bedrag, doktriner af Satan og dæmoner og fører mennesker til evig helvede … Det er kristendommens eksklusive sandhed.” 
Moderat eksklusivisme mener, at nogle ikke-kristne religioner indeholder elementer, som der kan føres en dialog om. Således kunne den indiske kristne missionær Nehemiah Goreh (1825-1895), der ellers var meget højrøstet i sine angreb på hinduismen, sige, at "selv om læren i sådanne bøger som Bhagvadgita, Bhagvata, osv. er yderst fejlagtig, så lærer de noget om "ananyabhakti" (udelt hengivenhed til Gud), om "vairagya" (at opgive verden), om "namrata" (ydmyghed), om "ksama" (overbærenhed) osv., som gør det muligt ... at værdsætte kristendommens forskrifter." 
En række kristne trosretninger hævder, at de alene repræsenterer den ene sande kristne kirke – den kirke, som Jesus gav sin myndighed til i missionsbefalingen. Den katolske kirke, den østlige ortodokse kirke, det orientalske ortodokse fællesskab og den assyriske kirke forstår sig selv som den eneste sande kirke. Kravet på titlen "den ene sande kirke" henviser til det sidste af de fire afsnit i den nikænske trosbekendelse: "én, hellig, katolsk (dvs. almindelig) og apostolsk kirke".

### Inklusivisme
Ifølge den inklusivistiske opfattelse findes sandhedens fylde og frelsesmidlerne kun i kristendommen, men spor af sandhed findes i andre religioner, især i de monoteistiske abrahamitiske religioner jødedommen og islam, og især i de elementer, der viser hen til den kristne sandheds fylde. Dette er den tilgang, som den romersk-katolske kirke går ind for i den officielle erklæring Nostra Aetate (1965).
Kristen inklusivisme er baseret på to aksiomer: 1) at frelsen sker gennem Kristus alene, og 2) at Gud ønsker, at hele verden skal frelses.  Derfor, hævder inklusivisterne, frelser Gud ganske vist mennesker gennem Kristus alene; men han gør det på måder, der udstrækker sig til hele menneskeheden. Gud er til stede i de ikke-kristne religioner for at frelse deres tilhængere gennem Kristus.
Det inklusivistiske synspunkt har givet anledning til begrebet "den anonyme kristne", som er begrebet om en ikke-kristen, som den kristne Gud ikke desto mindre frelser gennem Kristus. Dette begreb blev populariseret af den tyske romersk-katolske teolog Karl Rahner (1904-1984).
For Rahner er en ikke-kristen religion et middel for ikke-kristne til at opnå et rigtigt forhold til Gud. Religionen er inkluderet i Guds frelsesplan, som Gud har forordnet til formidling af sin nåde. Frelsen er ganske vist kun mulig gennem Kristus, men Kristus kan være skjult til stede i andre religioner. Muslimer og hinduer kan være “anonyme kristne”: Hvis de har holdninger, som svarer til kristne holdninger, så er der tale om et “anonymt” eller “skjult” forhold til Kristus, og i kraft af dette forhold kan de frelses.
For den katolske kirke er der sket en bevægelse frem mod forsoning med ikke kun jødedommen, men også islam. Det Andet Vatikanerkoncil (1962-1965) erklærede, at frelse omfatter alle der anerkender den samme skaber, og det nævnte eksplicit muslimer blandt dem. Den officielle katolske holdning er derfor, at jøder, muslimer og kristne (herunder kirker uden for Roms autoritet) alle anerkender den samme Gud, selvom jøder og muslimer endnu ikke har modtaget evangeliet, mens andre kirker generelt anses for at være afvigende i højere eller mindre grad. 
Den mest fremtrædende begivenhed i dialogen mellem religioner har uden tvivl været fredsbønnen i Assisi i 1986, hvortil pave Johannes Paul 2, mod betydelig modstand fra den romersk-katolske kirke, inviterede repræsentanter for alle verdensreligioner. Johannes Paul 2's bemærkninger om kristne trosretninger blev fundet i hans tale Ut unum sint. Dette initiativ blev taget op af Sant'Egidio-kommuniteten, som med støtte fra Johannes Paul 2 organiserede årlige fredsmøder for religiøse repræsentanter.  
Disse møder, der består af rundbordssamtaler om forskellige emner og en fælles bedetid, har gjort meget for at fremme forståelse og venskab mellem religiøse ledere og for at fremme konkrete fredsinitiativer. For at undgå de bebrejdelser om synkretisme, der blev rettet mod Assisi-mødet i 1986, hvor repræsentanter for alle religioner holdt en fælles bøn, holdt repræsentanter for de forskellige religioner på de opfølgende møder bøn forskellige steder i henhold til deres respektive traditioner.    

### Pluralisme
Ifølge pluralismen er de andre religioner principielt ligeværdige veje til sandhed og frelse, og kristendommen er derfor ikke de andre religioner overlegen. Pluralismen siger, at selvom religionerne har forskellige ydre former, har de alle den samme kilde i den samme Gud. En fremtrædende repræsentant for denne opfattelse er den engelske religionsfilosof og teolog John Hick (1922-2012). Han udfordrer den traditionelle opfattelse, at Kristus eller kristendommen skal ses som centrum i religionerne. Han mener i stedet, at Gud skal ses som centrum i religionerne.
Pluralismen siger altså, at der er mulighed for frelse uden en åbenbar eller skjult tro på Kristus. Hinduer og muslimer kan blive frelst gennem deres egen religion. Gud har åbenbaret sig i alle religioner. Disse ejer alle noget af sandheden. Religionerne er forskellige, men ligeværdige veje til Gud.
Ifølge denne opfattelse er verdensreligionerne forskellige, ydre manifestationer af de samme guddommelige sandheder. De er skud af den samme usynlige rod. Religionernes ydre former er ufuldkomne afbildninger af roden. Det, der sammenbinder religionerne, er dybere og mere oprindeligt end det, der adskiller dem. 
Kristendommen er således ikke bedre eller vigtigere end de andre religioner. Den er én blandt flere. De andre religioner er ikke fjender, men partnere i en berigende dialog. De indbyrdes forskelle mellem religionerne bør opleves som en rigdom - ikke som et problem. Religionerne supplerer hinanden.
Det særegne ved kristendommen er ifølge denne opfattelse ikke, at den besidder sandheden; ej heller, at den ejer vejen til frelsen. Det særegne ved kristendommen er dens traditioner, dens historier og dens begrebsverden. Kristendommen ejer nogle markante traditioner, som spiller en stor rolle som milepæle i menneskers liv og årets gang. Den ejer en rigdom af gribende og belærende historier, ikke mindst fra Bibelen. Og den ejer nogle centrale begreber og tanker, som har gennemsyret den vestlige kultur gennem 2000 år: næstekærlighed, barmhjertighed og tilgivelse. Sidst og først ejer den Jesus, hans lære og hans eksempel.
Det vakte opsigt, da pave Frans ved et interreligiøst møde i Singapore den 13. september 2024 gjorde sig til talsmand for en pluralistisk opfattelse. Her sagde han: 
"Alle religioner er en vej til at nå Gud. De er ... som forskellige sprog, forskellige udtryk, for at komme dertil. Men Gud er Gud for alle. Og eftersom Gud er Gud for alle, er vi alle Guds børn. ... Der er kun én Gud, og vores religioner er sprog, veje til at nå Gud. Nogle er sikher, nogle er muslimer, nogle er hinduer, nogle er kristne, men de er forskellige veje." 
Pavens udtalelser fremkaldte kritik fra konservative katolikker. De så udtalelserne som afvigelser fra det katolske dogme om Jesu Kristi centrale rolle i frelsen.
Nogle kristne har kritiseret den religiøse pluralisme ved at sige, at "religiøs pluralisme" er et ugyldigt eller selvmodsigende begreb. Pluralismen siger, at alle religioner er lige sande, og at én religion kan være sand for nogle mennesker, mens en anden religion kan være sand for andre mennesker. De fleste kristne teologer anser denne ide for at være ulogisk, for der kan kun være én sandhed, siger de. De fastholder, at verdens religioner er fundamentalt og uforsonligt forskellige, og at mission er nødvendig ud fra et kristent synspunkt om, at sandheden og frelsen kun findes i kristendommen.

## Officielle erklæringer fra det katolske læreembede
- Nostra aetate. Erklæring om kirkens forhold til ikke-kristne religioner. 1965.
- Dialog og proklamation. Overvejelser og orienteringer. Erklæring fra Det pavelige råd for interreligiøs dialog/Kongregationen for folkenes evangelisering. 1991.
- Dominus Iesus. Erklæring om Jesu Kristi og Kirkens unikke og frelsende universalitet. 2000.